# Ansgar Pöllmann
Ansgar Pöllmann OSB (* 21. September 1871 in Hechingen als Theodor Pöllmann; † 20. Juni 1933 in Eltville am Rhein) war ein deutscher Benediktiner und Schriftsteller.

## Leben
Theodor Pöllmann war der Sohn von August Pöllmann, der aus dem Sauerland stammte. Dieser war Landgerichtsrat und als Justiziar bei der Sparkasse Hechingen tätig. Pöllmann besuchte die Elementar- und Realschule in Hechingen, und das Gymnasium in Sigmaringen. Seit 1889 besuchte er das Gymnasium Petrinum Brilon. Ohne Abschluss ging er 1893 von der Schule ab und begann ein Volontariat bei der Sparkasse Hechingen. Schon als Schüler war er interessiert an Sprachen, Literatur und Kunst.
Pöllmann trat 1894 in die Erzabtei Beuron ein. Sein Noviziat begann 1895. Er studierte ab 1897 Philosophie und Theologie. Dabei konzentrierte er sich auf Patrologie und Ordensgeschichte. Am 13. September 1900 erhielt er die Priesterweihe.
Bereits vor der Priesterweihe begann er mit der Veröffentlichung von Gedichten in Zeitungen und Zeitschriften. Seit 1900 nahm seine literarische Tätigkeit stark zu. Er veröffentlichte insbesondere Balladen und Gedichte. Er reiste im Jahr 1905 zu Bildungsstudien nach Wien und 1906 nach Italien. Er besuchte unter anderem Rom, Neapel, Palermo und hielt sich mehrfach in die Abtei Monte Cassino auf. Im Jahr 1907 reiste er zu Kunststudien nach Berlin. Er veröffentlichte zwischen 1902 und 1906 Sammlungen von Aufsätzen und Gedichten. Zwischen 1903 und 1913 war er Herausgeber und Redakteur der Zeitschrift „Gottesminne. Monatschrift für religiöse Dichtkunst.“ Er setzte sich kritisch mit den Schriften von Karl May und insbesondere dessen Wirkung auf Jugendliche auseinander. Dazu veröffentlichte er zahlreiche Beiträge.
Eine Lebenskrise war 1911 der Tod der Mutter. Mit päpstlichem Dispens verließ Pöllmann das Kloster und lebte in München und widmete sich der Literaturkritik und eigenem literarischen Schaffen. In den Jahren 1914/15 reiste er erneut nach Rom. Während des Ersten Weltkrieges war er 1915/1916 Feldgeistlicher bei einer Sanitätseinheit und veröffentlichte Kriegsgedichte. In der Folge arbeitete er kunsthistorisch und studierte die Glasmalerei.
Im Jahr 1918 kehrte er in das Kloster Beuron zurück. 1919 war er Mitbegründer der „Benediktinischen Monatschrift“, deren Herausgabe er zeitweise verantwortete. Daneben betrieb er weitere kunstgeschichtliche Studien insbesondere des westfälischen Raums. Zwischen 1920 und 1922 war er Aushilfsgeistlicher bei Benediktinerinnen in Kempen am Niederrhein. Danach kehrte er nach Beuron zurück. Im Beuron versah er das Klosteramt des Bibliothekars.
Im Jahr 1926 ernannte ihn die sauerländische Stadt Hallenberg, aus der seine Familie stammte, zum Ehrenbürger. Seit 1927 lebte er als Spiritual bei den Benediktinerinnen von der ewigen Anbetung auf dem Johannisberg im Rheingau. Seit 1932 schwer erkrankt wurde er nach seinem Tod 1933 in Hallenberg bestattet.

## Schriften (Auswahl)
- Der lutherische Pastor Theodor Schmidt und die selige Kreszentia von Kaufbeuren. Randglossen. Regensburg 1903, OCLC 249355708.
- Sonnenschein. Gedichte. Münster 1904, OCLC 249357998.
- Benedikt XV. aus der Familie der della Chiesa. Ein helles Bild auf dunklem Hintergrunde. München 1915 (Digitalisat), OCLC 792767383.
- Unsere Liebe Frau von Merklinghausen. Hallenberg 1927, OCLC 68024682.